# Langenorla
Langenorla est une commune allemande de l'arrondissement de Saale-Orla, Land de Thuringe.

## Géographie
Langenorla se situe dans la vallée de l'Orla, contre les monts de Thuringe.
| Freienorla | Hummelshain | Trockenborn-Wolfersdorf |
| Krölpa     | Langenorla  | Neustadt an der Orla    |
| Pößneck    | Oppurg      | Lausnitz                |

La commune comprend les quartiers de Kleindembach, Langendembach et Langenorla.

## Histoire
Langenorla est mentionné pour la première fois en 1123.
Pendant la Seconde Guerre mondiale, 152 prisonniers slovaques meurent dans l'usine REIMAHG. Trois Italiens de Buchenwald sont fusillés par les nazis lors d'une marche de la mort en avril 1945.

## Source, notes et références
- (de) Cet article est partiellement ou en totalité issu de l’article de Wikipédia en allemand intitulé « Langenorla » (voir la liste des auteurs).